# Tahograf
În transporturile rutiere, un tahograf este un dispozitiv care înregistrează viteza autovehicululului, permițând verificarea respectării de către conducătorul auto a timpului de odihnă și de lucru, dar și a restricțiilor de viteză.

## Tahografe digitale și analogice
Tahograful digital este un tahograf cu memorie care nu utilizează foi de înregistrare.
Principala diferență dintre tahografe analogice și cele digitale apare la modul de înregistrare. În timp ce tahografele analoage înregistrează activitățile conducătorilor auto, kilometri parcurși și viteza cu care s-a circulat pe diagrame pe o perioadă de 24 de ore, cele digitale înregistrează activitățile conducătorilor auto în memoria tahografului, timp de minim 365 de zile, iar datele pot fi descărcate și prelucrate cu ajutorul unor cititoare atât de carduri cât și a datelor menținute în aparat.

## Tahografele în Uniunea Europeană
Tahografele digitale omologate în UE sunt: Stoneridge Electronics, Siemens VDO, Actia. Diferențele dintre cele trei modele nu sunt semnificative. Ele apar doar în structura meniului, modul de utilizare și la afisaj. Indiferent de model, pentru un conducător auto, rezultatul final este identic, înregistrarea activităților acestuia și tiparirile zilnice.

## Etalonarea
Etalonarea reprezintă actualizarea sau confirmarea parametrilor autovehiculului care trebuie păstrați în memorie. Etalonarea unui tahograf digital necesită utilizarea unei cartele a agentului economic autorizat.
Etalonarea trebuie facută periodic, ea fiind valabilă doi ani, sau dacă se schimbă propietarul vehiculului.